# Koblenz-Bubenheim

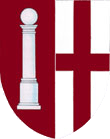
Wappen

Koblenz-Bubenheim ist ein Stadtteil von Koblenz. Der 1970 eingemeindete Stadtteil liegt im Norden der Stadt zwischen Kesselheim und Rübenach. Hier befindet sich eine kleine Wohnsiedlung und ein Gewerbegebiet an der B 9.

## Geschichte
Die Geschichte von Bubenheim beginnt schon in vorchristlicher Zeit. Gefundene Glasscherben, Brandreste und gebrannte Lehmstücke legen die Vermutung nahe, dass sich eine Siedlung der jüngeren Hallstattzeit schon hier befunden haben muss. Durch Ausgrabungen kamen 1881 östlich des Ortes Fundamente einer größeren römischen Villa mit Baderäumen und beheizbaren Zimmern ans Licht. 1961 fand man einen römischen Reiterhelm. Auf der Nordseite des Bubenheimer Bergs erstreckt sich ein ausgedehntes Gräberfeld aus der Merowingerzeit.
Es gibt zwei Theorien, auf welchen Ursprung der Name Bubenheim zurückgeht. Die erste besagt, er gehe auf den Ausdruck Heim des Bubo (ein fränkischer Großgrundbesitzer) zurück und dürfte zu einer Gruppe von Ortsnamen fränkischen Ursprungs zählen, die den ersten Einwohner bezeichnet und auf das 8. Jahrhundert datiert wird, womit auch zugleich das ungefähre Alter von Bubenheim angedeutet ist. Andere behaupten, dass das Dorf von dem Propst Bubo vom Stift St. Kastor seinen Namen hat. Die erste urkundliche Erwähnung des Ortes Buobenheim geht einher mit der Stiftung einer Kapelle 1052 durch die adlige Witwe Glismuot.
Die Deutschordenskommende Koblenz, das Zisterzienserklostern Himmerod und die Kartause Koblenz hatten in Bubenheim Grundbesitz. Das Koblenzer Stift St. Florin hatte hier seit 1303 bis ins 18. Jahrhundert einen Hof, ebenso wie das Kloster Besselich und das Domstift von Aachen bis zur Säkularisation Anfang des 18. Jahrhunderts. Am Bubenheimer Bach wurden mehrere Mühlen betrieben.
Seit dem 15. Jahrhundert gehörte Bubenheim zum kurtrierischen Amt Bergpflege, das seinen Namen nach der Gerichtsstätte auf dem Bubenheimer Berg erhielt. In französischer Zeit (1794–1814) gehörte der Ort zur Mairie Bassenheim im Kanton Rübenach (Arrondissement de Coblence). Danach übernahm Preußen Bubenheim und es wurde dem Amt Bassenheim im Landkreis Koblenz zugeordnet. Noch bis nach 1918 versorgten die Bubenheimer Bauern die Koblenzer mit Kartoffeln und Milch. Am 7. November 1970 wurde Bubenheim in die Stadt Koblenz eingemeindet. Heute liegen im Bereich der Gemarkung Bubenheim ein Dienstleistungszentrum sowie ein Gewerbe- und Technologiepark der Stadt Koblenz.

## Politik

### Ortsbeirat
Für den Stadtteil Bubenheim wurde ein Ortsbezirk gebildet. Dem Ortsbeirat gehören sieben Beiratsmitglieder an, den Vorsitz im Ortsbeirat führt der direkt gewählte Ortsvorsteher.
Zur Zusammensetzung des Ortsbeirats siehe die Ergebnisse der Kommunalwahlen in Koblenz.

### Ortsvorsteher
Ortsvorsteher ist Mike Karen (CDU). Bei der Direktwahl am 26. Mai 2019 setzte er sich mit einem Stimmenanteil von 55,80 % gegen den bisherigen Amtsinhaber Werner Bastian (FBG) durch. Bei der Kommunalwahl am 9. Juni 2024 wurde er als einziger Bewerber mit einem Stimmenanteil von 82,9 % für weitere fünf Jahre in seinem Amt bestätigt.

## Sehenswürdigkeiten

### Friedhof
Der an der Malterstraße gelegene kleine Friedhof ist 1922 entstanden. Er ist streng symmetrisch gegliedert und vollständig von einer Hecke umgeben. Es finden sich folgende Grabarten: Wahl-, Reihen-, Urnenreihen- und Urnenwahlgräber. Der von Baumhaseln gesäumte Hauptweg führt von dem schweren Eisentor am Eingang zum Hochkreuz hinter dem offenen Aussegnungsplatz. Es befinden sich keine Kriegsgräber und keine historischen Grabkreuze auf dem Friedhof. Friedhofsträger ist die Stadt Koblenz.

### Weitere Bauwerke
- Katholische Kapelle St. Maternus
- Brunnenkapelle Bubenheim
- Alte Schule von 1848

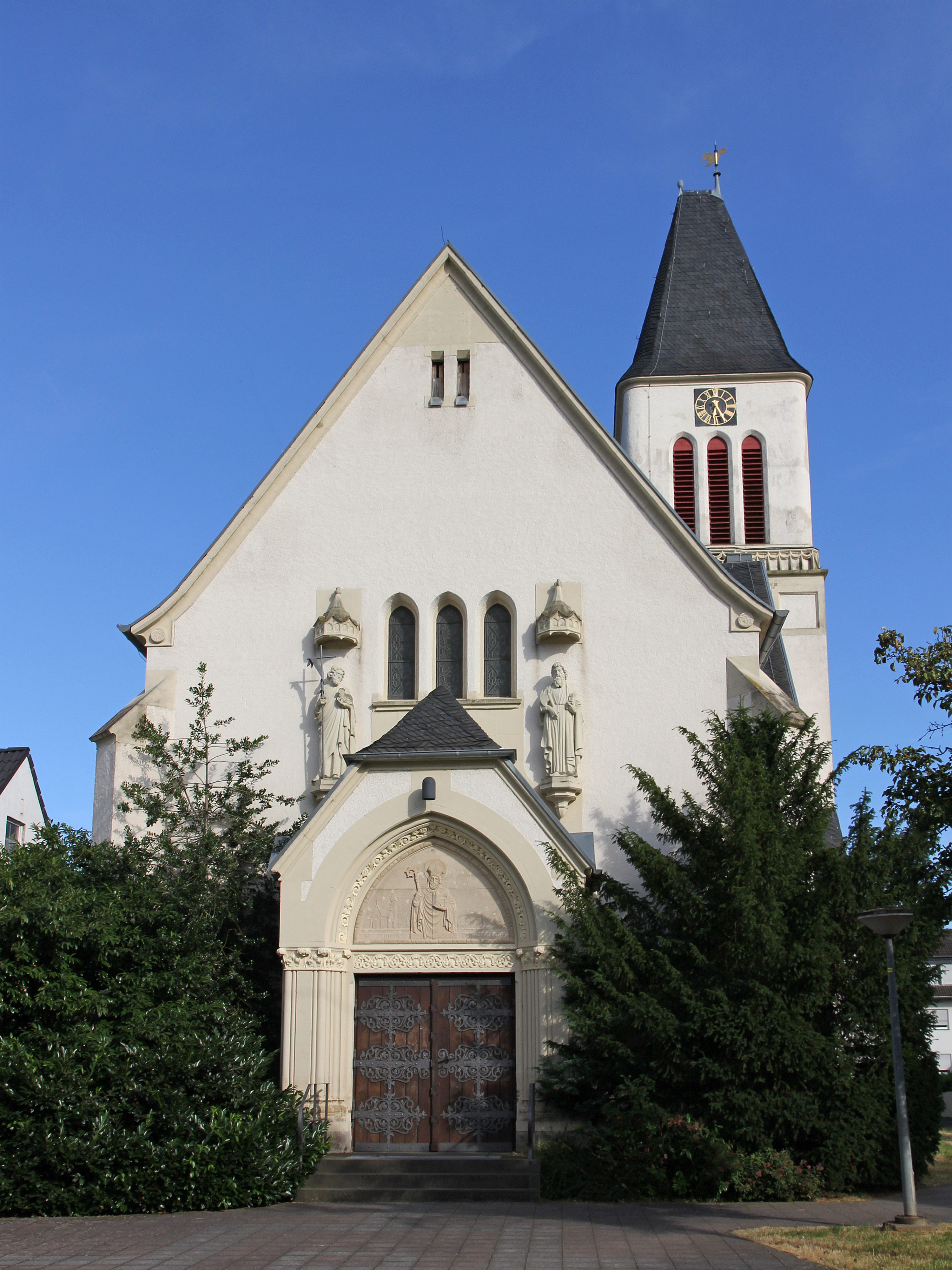
Kapelle St. Maternus
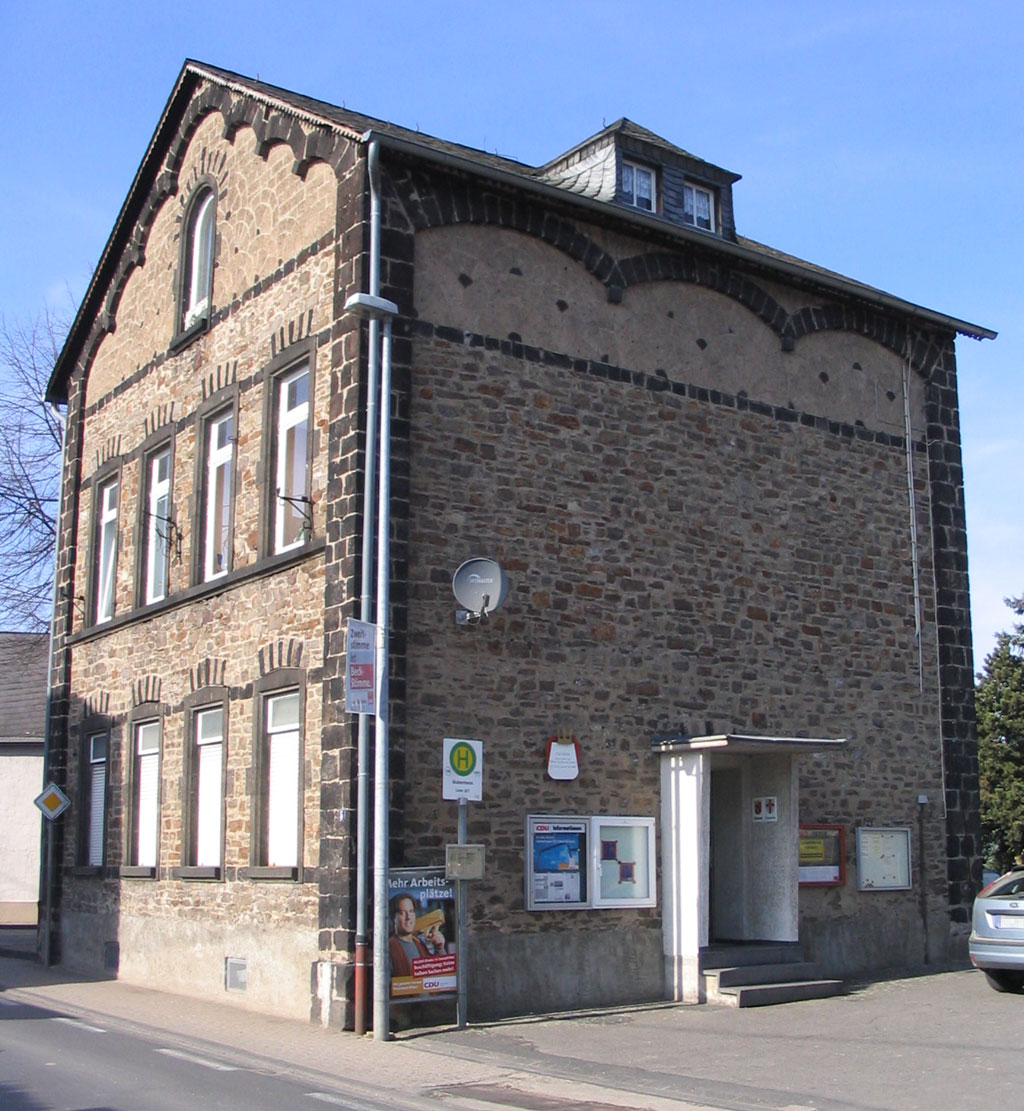
Alte Schule
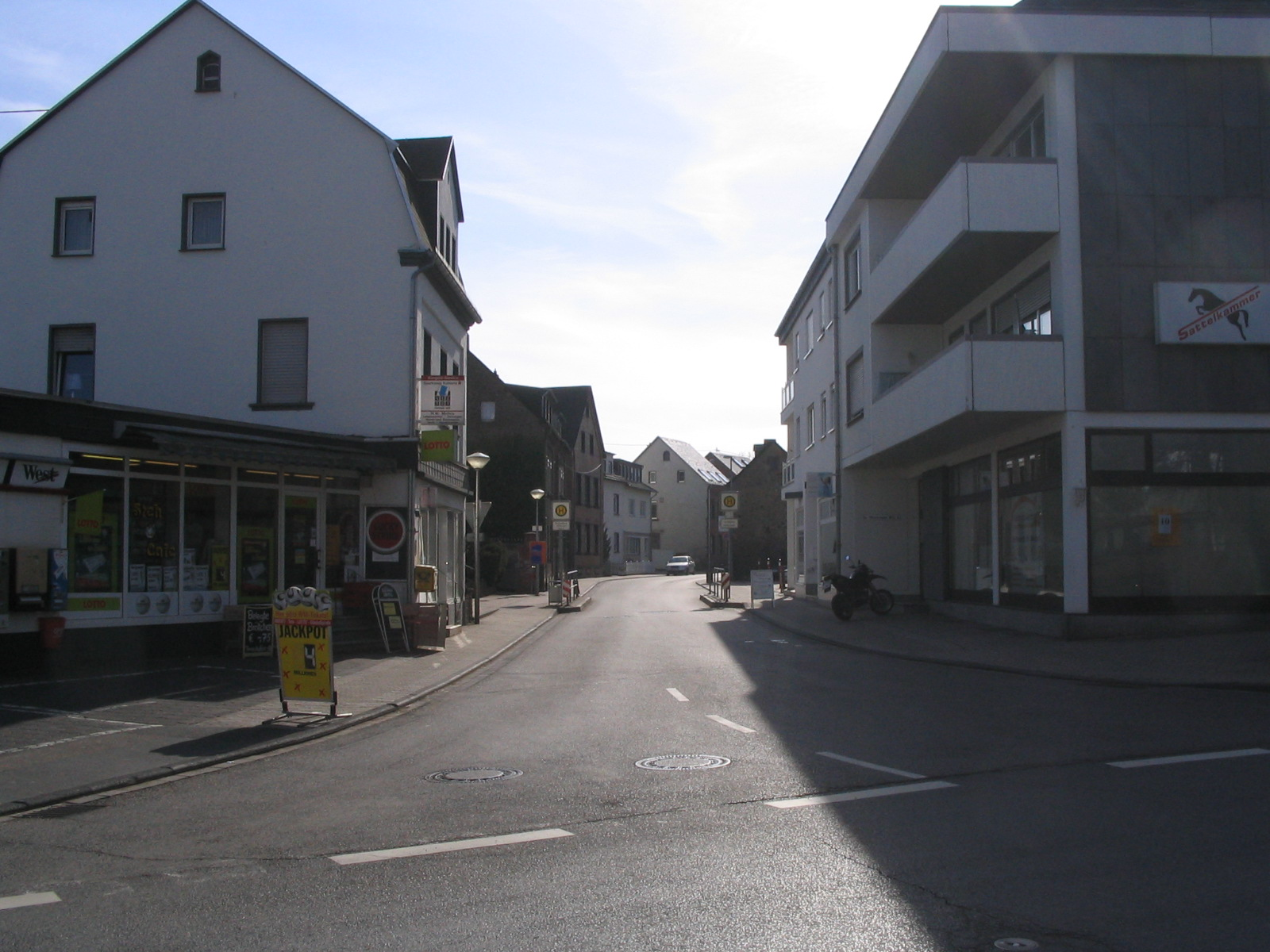
St.-Maternus-Straße
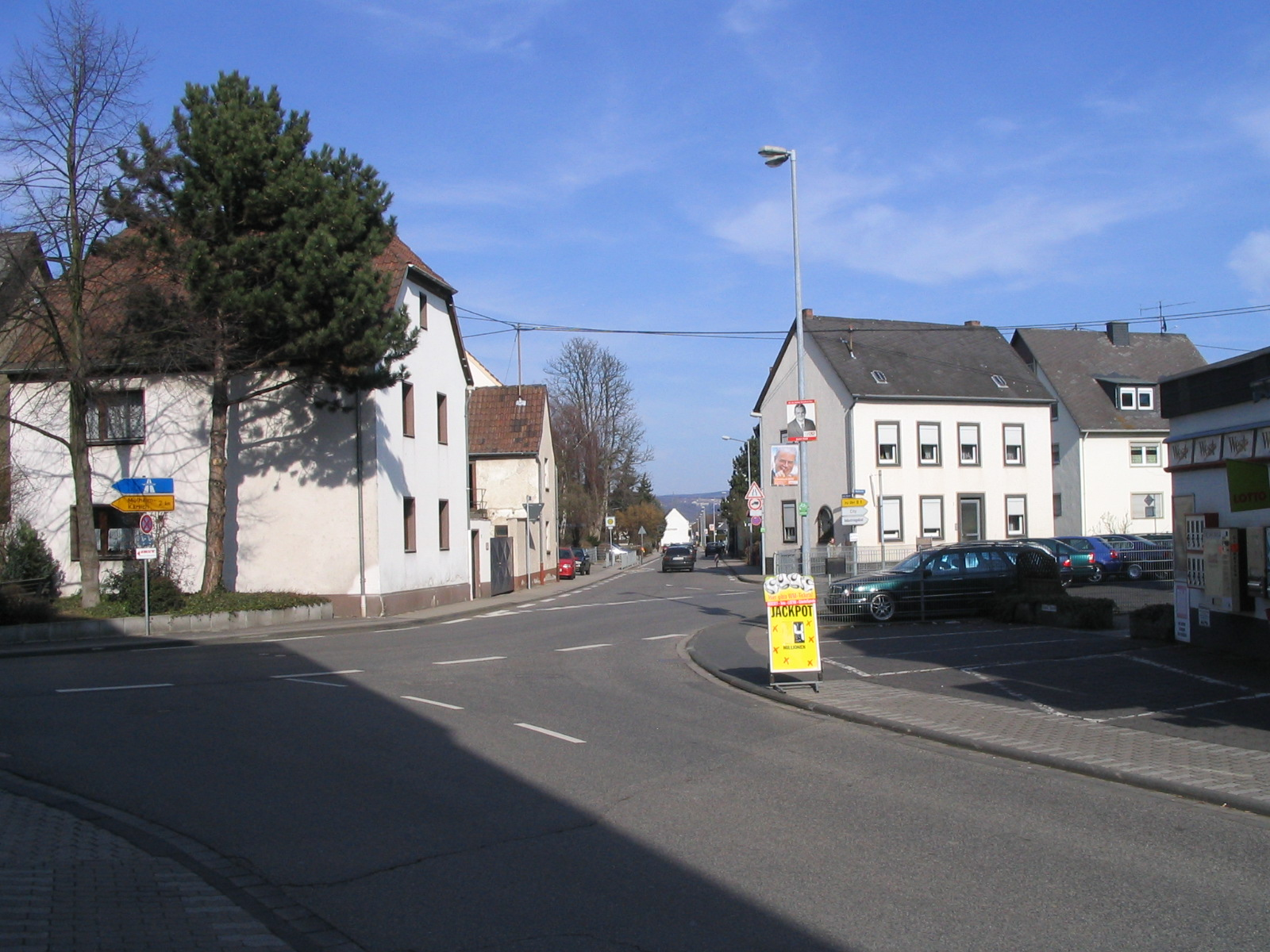
Blick auf die Straße „In den Wiesen“